# Хрян
Хрянът (Armoracia rusticana) е род многогодишно растение от семейство Кръстоцветни (Brassicaceae), в което са и синапът и различните видове зеле. Растението вероятно произлиза от югоизточна Европа и западна Азия, но в наши дни се отглежда по целия свят. Достига 1,5 m на височина и се отглежда главно заради големия си бял заострен корен, въпреки че и листата могат да се ядат.
Коренът му се използва като зеленчук или смлян като подправка и е бил използван за горчива подправка в ястието за Пасха в някои еврейски общности. Хрянът, понякога смесен със сметана, се сервира често с печено или варено говеждо месо или кренвирши, както и с пушена риба. Използва се и в някои видове горчица. В България се сервира настърган в оцет към свинска пача. Също така много от това, което минава за уасаби, е всъщност обикновен хрян, оцветен в зелено.
Самият корен на хряна почти няма аромат. Когато се нареже или настърже обаче, ензими от разрушените клетки на растението разлагат синигрина (вид глюкозинолат) на алилизотиоцианат (горчично масло), който дразни синусите и очите. След като се настърже, ако не се използва веднага или смеси с оцет, коренът потъмнява и губи острите си миризма и вкус и става неприятно горчив, ако се изложи на въздух и топлина.

## Действие и приложение
Апетитовъзбуждащо, жлъчегонно, подобряващо храносмилането, антиревматично, противомикробно, диуретично. Местното дразнещо действие на хряна се свързва с гликозида синигрин, който освобождава при хидролиза алилсинапено етерично масло. Това дразнещо рецепторите действие обуславя стимулирането на храносмилането, както и антиревматичния и диуретичния ефект. Експериментално е доказано, че свежите корени на хряна понижават нивото на глюкозата в кръвта и подобряват протичането на експериментален диабет. Наличието на антибиотика арморацин придава противомикробно действие на корените.

## Класификация
Род Хрян
- Вид Armoracia lacustris (A. Gray) Al-Shehbaz & V.M. Bates
- Вид Armoracia rusticana  G.Gaertn., B.Mey. et Scherb, 1800 – обикновен хрян
- Вид Armoracia sisymbroides (DC.), 1903